# Annopol
Annopol [anˈnɔpɔl] ist eine Stadt im Powiat Kraśnicki der Woiwodschaft Lublin in Polen. Die Stadt mit 2610 Einwohnern (Stand: 31. Dezember 2016) ist Sitz der gleichnamigen Stadt-und-Land-Gemeinde.

## Geographie
Annopol liegt ca. 64 km südwestlich von Lublin, nördlich der Mündung der Sanna in die Weichsel.

## Geschichte
Der Ort entstand aus dem Dorf Rachów, welches im 16. und 17. Jahrhundert den Landadelsfamilien Rachowski, Czyżowski, Morsztyn und ab Mitte des 18. Jahrhunderts der Familie Tymiński gehörte. Seit dem 17. Jahrhundert bestand in Annopol (jiddisch: אניפולי‎, auch Hanipol) eine wachsende jüdische Gemeinde.
1761 erhielt der Ort das Stadtrecht vom polnischen König August III. Der Eigentümer des Ortes Rachów, Antoni Jabłonowski, benannte den Ort dann nach seiner verstorbenen Ehefrau Anna. Dabei steht Anno für Anna und pol kommt vom griechischen polis für Stadt. Das Bild von Anna ist im Wappen des Ortes verewigt.
Bei der Dritten Teilung Polens 1795 kam die Stadt zu Österreich, ab 1815 gehörte sie zu Kongresspolen. 1869 verlor der Ort das Stadtrecht.
1921 waren 73 % der Einwohner Annopols Juden, in den 1930er Jahren mehr als zwei Drittel der Einwohner.
Nach dem Überfall auf Polen wurde im Frühjahr 1940 in Annopol ein Arbeitslager geschaffen, das „ZAL Annopol-Rachów“ (ZAL = Zwangsarbeitslager). Die Juden von Annopol wurden vor allem beim Bau einer Zufahrtstraße zu einer örtlichen Phosphorit-Grube (siehe unten) eingesetzt. Später wurden die arbeitsfähigen Juden von Annopol teils in ein Arbeitslager in Gościeradów, 10 km östlich von Annopol, verbracht, teils in das Lager Janiszów, 7 km südlich von Annopol. Viele der in Janiszów Gefangenen konnten sich zunächst retten, als am 6. November 1942 jüdische Partisanen dieses Lager überfielen, 600 Juden befreiten und den Lagerkommandanten Peter Ignor, einen vielfachen Mörder, töteten. Doch 60 Juden, die in die Wälder flohen, wurden von Partisanen der Gwardia Ludowa ermordet. Im Oktober 1943 wurde das ZAL Annopol-Rachów aufgelöst. Die bis dahin dort verbliebenen Juden wurden selektiert. Alte und Kranke wurden an Ort und Stelle ermordet, noch Arbeitsfähige wurden in das Arbeitslager in Budzyń bei Kraśnik verbracht. Im Zuge der Massenmorde der „Aktion Erntefest“ wurden am 3. November 1943 auch in Annopol jüdische Zwangsarbeiter ermordet. Unter den 630 Opfern waren vor allem Juden aus Deutschland und Österreich, die aus dem Arbeitslager Budzyń zur Hinrichtung nach Annopol deportiert worden waren. Sie wurden in Massengräbern verscharrt. Im Massaker von Borów wurde die Gegend um das Dorf Borów bei Janiszów am 2. Februar 1944 von deutschen Militäreinheiten zerstört, die über 900 Einwohner ermordeten.
Vom Juli 1944 bis zum Januar 1945 verlief an der Weichsel bei Annopol die Front zwischen der deutschen Wehrmacht und der sowjetischen Armee.
Seit dem 1. Januar 1996 hat Annopol wieder den Status einer Stadt.

## Politik
Sowohl das Wappen, die Flagge, wie auch die Fahne von Annopol wurden am 28. Juni 2002 offiziell eingeführt.

### Wappen
Das Wappen der Gemeinde Annopol zeigt die sitzende Figur St. Anna. Sie trägt ein grünes Kleid, einen weißen Mantel, gelbe Pantoffeln und hat einen goldenen Heiligenschein um den Kopf. Ihre rechte Hand hat sie offen auf die Brust gelegt. Auf rotem Hintergrund befindet sich in Großbuchstaben links von ihr ein silbriges S und auf ihrer rechten Seite im gleichen Stil der Buchstabe A.

### Flagge
Die Flagge der Gemeinde hat drei horizontale Streifen. Diese tragen von unten nach oben die Farben gelb, grün und weiß. Die beiden äußeren Streifen haben eine Höhe von je 2:5 zur Gesamthöhe der Flagge, während der Mittelstreifen eine Höhe von 1:5 aufweist.

## Gemeinde
Die Stadt-und-Land-Gemeinde (gmina miejsko-wiejska) Annopol hat eine Flächenausdehnung von 151 km².

## Wirtschaft
Im Umland von Annopol befindet sich eine größere Phosphorit-Lagerstätte. Ende der 1920er Jahre wurde mit dem Aufschluss begonnen. 1971 wurde die Phosphorit-Förderung in Annopol eingestellt.